# Kınık Höyük
Kınık Höyük est un site archéologique de la province de Niğde, en Turquie. Les fouilles sont entreprises en 2011 par des équipes américaines, italiennes et turques. Sa plus haute période d'activité remonte sans doute au milieu de l'âge du fer, entre le 9e et 8e siècle av. J.C. Elle est alors au cœur du royaume de Tuwana, une entité politique néo-hittite encore mal connue et peu documentée. 

## Découverte et description du site
À la suite d'investigations archéologiques menées en Anatolie méridionale entre 2006 et 2009 par l'université de Pavie, cette dernière entrepend  des excavations dès 2011 avec l'Institut pour l'étude du monde antique (Institute for the Study of the Ancient World) de l'université de New York, sans oublier les universités de Niğde et d'Erzurum. 
Le site se situe au nord de la plaine de Bor, dans une aire de passage historiquement importante entre la Cilicie et l'Anatolie centrale. Sur les hauteurs de Kınık Höyük se trouve une citadelle d'environ 180 mètres de diamètre et de 20 mètres de haut, surmontant une terrasse de 300 mètres carrés. Le nombre et la dispersion des tessons de céramique indique la présence d'une ville basse aux alentours de l'édifice.
L'analyse stratigraphique permet de diviser l'occupation du site en six périodes, étalées des débuts de l'âge de bronze jusqu'à la période médiévale, avec un pic entre 1 600 et 700 ans av. J.C.

## Un centre du pouvoir Tuwana
Les reliefs néo-hittites découverts dans la province voisine de Konya, dont le relief d'Ivriz, remontent à la période d'occupation du site. Les inscriptions mentionnent les souverains de Tuwana et les recherches actuelles laissent supposer que Kınık Höyük est une place-forte majeure ce royaume néo-hittite, encore peu documenté. 

## Archéozoologie et paléobotanique
Entre 2013 et 2014, l'analyse de plus 18 000 os et fragments révèle la forte présence de moutons et de chèvres dans les cheptels de l'époque. Les plantes cultivées sont principalement le blé, l'orge, les lentilles, les pois et la vigne.